# Origgio
Origgio est une commune italienne de la province de Varèse, dans la région Lombardie.

## Toponymie
À l'époque romaine, le village était nommé Oleoductus (ce qui signifie oléoduc), puis les Lombards l'ont appelé Udrigium. La dénomination Oleoductum a subsisté dans les documents officiels en latin de l'archevêché de Milan jusqu'à l'époque napoléonienne où la commune a pris le nom d'Oragio. À l'avènement du royaume d'Italie, le nom est devenu Origgio.

## Administration
| Période                                  | Période  | Identité             | Étiquette     | Qualité |
| ---------------------------------------- | -------- | -------------------- | ------------- | ------- |
| 2005                                     | 2015     | Luca Panzeri         | liste civique | Maire   |
| 2015                                     | 2020     | Mario Angelo Ceriani | liste civique | Maire   |
| 2020                                     | En cours | Evasio Regnicoli     | liste civique | Maire   |
| Les données manquantes sont à compléter. |          |                      |               |         |

### Hameaux
La commune de comporte pas de subdivision administrative du type frazione, mais plusieurs hameaux agricoles du type cascina, à savoir Cascina Muschiona, Cascina Broggio, Cascina Streppina et Villa Regina.

### Communes limitrophes
| Uboldo         | Saronno |                    |
| Cerro Maggiore | Origgio | Caronno Pertusella |
| Nerviano       | Lainate |                    |

## Personnalités liées à la commune
- Carlo Airoldi (1869-1929), athlète marathonien né à Origgio.